# أندرو لويس (ملاكم)
أندرو لويس (بالإنجليزية: Andrew Lewis)‏ مواليد 14 ديسمبر 1970 في جورج تاون - الوفاة 4 مايو 2015، كان ملاكم غياني سابق صنّف ضمن فئة الوزن المتوسط.

## إحصائيات
خاض خلال مسيرته 33 نزالا، فاز في 23 وتعادل في 6 وخسر في 4. فاز بالضربة القاضية في 20 نزالا.

## روابط خارجية
- أندرو لويس على موقع بوكس ريك (الإنجليزية) (registration required)
- أندرو لويس على موقع أوليمبيديا (الإنجليزية)